# 시공전기 레이포스
시공전기 레이포스(SF X FANTASY RAYFORCE)는 T3엔터테인먼트에서 제작하고 2010년 하반기에 방영 예정이었던 대한민국의 SF 특수촬영 텔레비전 드라마이다. 현재는 무산된 상태이다.

## 개요
국내에서는 《지구용사 벡터맨》, 《수호전사 맥스맨》, 《환경전사 젠타포스》, 《환경수비대 와일드포스》, 《이레자이온》를 잇는 특수촬영 텔레비전 드라마이며 게임을 주로 제작하는 T3 엔터테인먼트의 첫 번째 영상 콘텐츠로 큰 주목을 받았다. 4세부터 14세의 남자 어린이를 타겟으로 삼았으며 26화씩 2개의 시즌에 걸쳐 총 52화로 기획되었다고 한다. 국내 지상파나 케이블 방송사 방영을 목표로 두고 있었지만 끝내 무산되었다.
PV 연출은 2016년 레전드히어로 삼국전을 만든 전재훈 감독이 맡았다. 남주인공은 7인조 남성 음악 그룹 비투비의 이민혁이 맡았으며 여주인공은 2대 TTL소녀 정설희가 맡았다.

## 제작 일정
- 2009년 10월 20일 - 데모 트레일러 공개
- 2010년 3월 - 시즌 1 제작 시작
- 2010년 하반기 - 시즌 1 방영 예정(무산)